# Нік Мерфі (музикант)
Ні́колас Джеймс (Нік) Ме́рфі, також відомий під псевдонімом Chet Faker, укр. Чет Фейкер (англ. Nicholas James 'Nick' Murphy, нар. 23 червня 1988) — австралійський співак та автор пісень. У 2012 році видав дебютний мініальбом за назвою «Thinking in Textures», який став досить популярним. У жовтні 2012 здобув премію «Breakthrough Artist of the Year», а його пластинка «Thinking in Textures» виграла в номінації «Найкращий інді мініальбом/сингл» на «Australian Independent Records Awards». У січні 2013 робота визнана найкращим інді-релізом 2012-го року на премії «Rolling Stone Australia Awards».
У квітні 2014 вийшов дебютний студійний альбом за назвою «Built on Glass». Платівка отримала здебільшого позитивні відгуки та стартувала на першій позиції в чарті «Australian ARIA Charts».

## Кар'єра

### Ранній період
Мерфі вирішив грати під сценічним псевдонімом після того як люди приходили на його виступи дещо здивованими, адже уявляли його зовсім іншим. Він зупинився на імені Чет Фейкер через шанобливе ставлення до музиканта Чета Бейкера.
|                                       | Я слухав багато джазу і був великим фанатом того...як він співав [Чет Бейкер], коли рухався в напрямку до мейнстрімового звучання. Він мав крихкий вокальний голос — це справжній, ламаний, зближуючий та інтимний стиль. Тому дане ім'я — це щось ніби як ода Чету Бейкеру та відзеркалення тієї музики яку він грав... я хотів би принаймні віддати належне йому в своїй музиці. |
| — Нік Мерфі про псевдонім Чет Фейкер. | |

Серед інших впливів він назвав, окрім Боба Ділана, мамині альбоми лейбла «Motown» та батькові «розслабляючі диски з Ібіци».

### «Thinking in Textures» та колоборації (2011-13)
Нік Мерфі вперше став популярний після каверу на трек «No Diggity» гурту Blackstreet. Пісня стала вірусною в мережі, досягнувши першого місця в чарті «Hypemachine». Згодом випустив перший мініальбом за назвою «Thinking in Textures»", який отримав схвальні відгуки та був описаний як «дивовижно лаунжовим», а також оцінений за свою спроможність «об'єднувати витонченість з вражаючою красою». Мініальбом був також популярний серед фанів другим синглом, за назвою «I'm Into You».
12 серпня 2013 Фейкер презентував новий сингл «Melt» у колоборації з американський вокалістом Kilo Kish. У листопаді 2013 Flume та Чет Фейкер представили спільний EP за назвою «Lockjaw».

### «Built on Glass» (2014–15)
Реліз дебютного студійного альбому за назвою «Built on Glass» відбувся 11 квітня 2014 року. Передував релізу головний синг платівки «Talk Is Cheap». Альбом стартував на першій позиції в «ARIA Charts».
Фейкер презентував новий мініальбом за назвою «Work» у колоборації з лондонським ді-джеєм Маркусом Марром 4 грудня 2015 року.

### Nick Murphy і до тепер
8 вересня 2016 року Фейкер написав на своїй сторінці в Фейсбук наступне:
|  | Це вже половина десятиліття як я випускаю музику під псевдонімом Chet Faker і всі з вас є рушійною силою для моєї музики відтоді. Але зараз вже відбулася еволюція мене і я хочу дати вам знати куди вона йде. Наступний запис буде під моїм власним іменем — Nick Murphy. Chet Faker назавжди залишиться частиною моєї музики. |

## Дискографія

### Студійні альбоми
| Назва          | Деталі                                                                                                | Найвища позиція в чартах | Найвища позиція в чартах | Найвища позиція в чартах | Найвища позиція в чартах | Найвища позиція в чартах | Найвища позиція в чартах | Найвища позиція в чартах | Найвища позиція в чартах | Найвища позиція в чартах | Найвища позиція в чартах | Сертифікати      |
| Назва          | Деталі                                                                                                | AUS                      | AUS Dance                | AUS Indie                | BEL (FL)                 | FRA                      | NL                       | NZ                       | SWI                      | UK                       | US                       | Сертифікати      |
| -------------- | --- | ------------------------ | ------------------------ | ------------------------ | ------------------------ | ------------------------ | ------------------------ | ------------------------ | ------------------------ | ------------------------ | ------------------------ | ---------------- |
| Built on Glass | - Дата релізу: 11 квітня 2014 (AU) - Лейбл: Future Classic, Opulent - Формат: CD, LP, цифровий формат | 1                        | 1                        | 1                        | 31                       | 76                       | 51                       | 6                        | 49                       | 87                       | 158                      | - ARIA: Platinum |

### Лайв альбоми
| Назва                                  | Деталі                                                                                  | Найвища позиція в чартах | Найвища позиція в чартах |
| Назва                                  | Деталі                                                                                  | AUS                      | AUS Indie                |
| -------------------------------------- | --------------------------------------------------------------------------------------- | ------------------------ | ------------------------ |
| Live Sessions                          | - Дата релізу: 21 березня 2013 - Лейбл: незалежний реліз - Формат: Цифровий формат      | —                        | —                        |
| Dec 18, 2013 — Good Danny's Austin, TX | - Дата релізу: 18 грудня 2013 - Лейбл: Daytrotter - Формат: Цифровий формат             | —                        | —                        |
| iTunes Session                         | - Дата релізу: 28 листопада 2014 (AU) - Лейбл: Future Classic - Формат: Цифровий формат | 18                       | 2                        |

### Міні-альбоми (EP)
| Назва                                                                             | Деталі | Найвища позиція в чартах | Найвища позиція в чартах | Найвища позиція в чартах | Найвища позиція в чартах |
| Назва                                                                             | Деталі | AUS                      | AUS Indie                | US Dance                 | US Heat                  |
| --------------------------------------------------------------------------------- | --- | ------------------------ | ------------------------ | ------------------------ | ------------------------ |
| як Chet Faker                                                                     | |                          |                          |                          |                          |
| Thinking in Textures                                                              | - Дата релізу: 23 березня 2012 - Лейбл: Opulent, Remote Control - Формат: CD, запис для грамофону, цифровий формат | 38                       | 4                        | —                        | —                        |
| Lockjaw EP (разом з Flume)                                                        | - Дата релізу: 22 листопада 2013 (AU) - Лейбл: Future Classic - Формат: CD, вініл, цифровий формат                 | —                        | —                        | —                        | —                        |
| Work (з Маркусом Марром)                                                          | - Дата релізу: 4 грудня 2015 (AU) - Лейбл: Detail - Формат: вініл, цифровий формат                                 | 42                       | —                        | 9                        | 23                       |
| як Nick Murphy                                                                    | |                          |                          |                          |                          |
| Missing Link                                                                      | - Дата релізу: 10 травня 2017 (AU) - Лейбл: Future Classic - Формат: CD, вініл, цифровий формат                    | —                        | 5                        | 21                       | —                        |
| «—» denotes a recording that did not chart or was not released in that territory. | |                          |                          |                          |                          |

### Сингли

#### Як головний автор-виконавець
| Назва                                                                             | Рік  | Найвища позиція в чарті | Найвища позиція в чарті | Найвища позиція в чарті | Найвища позиція в чарті | Найвища позиція в чарті | Найвища позиція в чарті | Найвища позиція в чарті | Найвища позиція в чарті | Найвища позиція в чарті | Сертифікати                      | Альбом               |
| Назва                                                                             | Рік  | AUS                     | AUS Dance               | AUS Indie               | BEL (FL) Tip            | CAN Rock                | FRA                     | NZ                      | US Alt.                 | US Dance                | Сертифікати                      | Альбом               |
| --------------------------------------------------------------------------------- | ---- | ----------------------- | ----------------------- | ----------------------- | ----------------------- | ----------------------- | ----------------------- | ----------------------- | ----------------------- | ----------------------- | -------------------------------- | -------------------- |
| як Chet Faker                                                                     |      |                         |                         |                         |                         |                         |                         |                         |                         |                         |                                  |                      |
| «Terms and Conditions»                                                            | 2012 | —                       | —                       | —                       | —                       | —                       | —                       | —                       | —                       | —                       |                                  | Thinking in Textures |
| «I'm Into You»                                                                    | 2012 | —                       | —                       | —                       | —                       | —                       | —                       | —                       | —                       | —                       |                                  | Thinking in Textures |
| «Love and Feeling»                                                                | 2012 | —                       | —                       | —                       | —                       | —                       | —                       | —                       | —                       | —                       |                                  | Thinking in Textures |
| «Drop the Game» (з Flume)                                                         | 2013 | 18                      | 5                       | 1                       | —                       | —                       | 125                     | —                       | —                       | —                       | - ARIA: Platinum                 | Lockjaw EP           |
| «Talk Is Cheap»                                                                   | 2014 | 6                       | 2                       | 2                       | 53                      | —                       | —                       | —                       | —                       | —                       | - ARIA: Platinum                 | Built on Glass       |
| «1998»                                                                            | 2014 | 55                      | 16                      | 6                       | 71                      | —                       | 95                      | —                       | —                       | —                       |                                  | Built on Glass       |
| «Gold»                                                                            | 2014 | 40                      | 5                       | 5                       | 51                      | 17                      | —                       | —                       | 32                      | —                       | - MC: Gold                       | Built on Glass       |
| «Bend»                                                                            | 2015 | 48                      | 11                      | 2                       | —                       | —                       | —                       | —                       | —                       | —                       |                                  | позаальбомний сингл  |
| «1998» (з Banks)                                                                  | 2015 | —                       | —                       | —                       | —                       | —                       | —                       | —                       | —                       | 31                      |                                  | позаальбомний сингл  |
| «The Trouble with Us» (з Маркусом Марром)                                         | 2015 | 8                       | 1                       | 1                       | 9                       | —                       | —                       | 31                      | —                       | 47                      | - ARIA: 2× Platinum - RMNZ: Gold | Work                 |
| як Nick Murphy                                                                    |      |                         |                         |                         |                         |                         |                         |                         |                         |                         |                                  |                      |
| «Fear Less»                                                                       | 2016 | —                       | —                       | 10                      | —                       | —                       | —                       | —                       | —                       | —                       |                                  | TBA                  |
| «Stop Me (Stop You)»                                                              | 2016 | 92                      | —                       | 2                       | —                       | —                       | —                       | —                       | —                       | —                       |                                  | TBA                  |
| «Medication»                                                                      | 2017 | —                       | —                       | —                       | —                       | —                       | —                       | —                       | —                       | —                       |                                  | TBA                  |
| «(Lover) You Don't Treat Me No Good»                                              | 2018 | —                       | —                       | —                       | —                       | —                       | —                       | —                       | —                       | —                       |                                  | TBA                  |
| «—» denotes a recording that did not chart or was not released in that territory. |      |                         |                         |                         |                         |                         |                         |                         |                         |                         |                                  |                      |

#### В композиціях інших виконавців
| Назва                                              | Рік  | Найвища позиція в чартах | Найвища позиція в чартах | Альбом              |
| Назва                                              | Рік  | AUS                      | BEL (FL) tip             | Альбом              |
| -------------------------------------------------- | ---- | ------------------------ | ------------------------ | ------------------- |
| «Kill the Doubt» (The Cactus Channel з Chet Faker) | 2015 | —                        | 53                       | позаальбомний сингл |

#### Рекламні сингли
| Назва                | Рік  | Найвища позиція в чартах | Найвища позиція в чартах | Альбом         |
| Назва                | Рік  | AUS                      | AUS Indie                | Альбом         |
| -------------------- | ---- | ------------------------ | ------------------------ | -------------- |
| «Melt» (з Kilo Kish) | 2013 | 60                       | 4                        | Built on Glass |

### Інші пісні, які потрапляли в чарти
| Назва                                                 | Рік  | Найвища позиція в чартах | Найвища позиція в чартах | Альбом     |
| Назва                                                 | Рік  | AUS                      | AUS Dance                | Альбом     |
| ----------------------------------------------------- | ---- | ------------------------ | ------------------------ | ---------- |
| «This Song Is Not About a Girl» (Flume та Chet Faker) | 2013 | 52                       | 12                       | Lockjaw EP |
| «What About Us» (Flume та Chet Faker)                 | 2013 | 53                       | 13                       | Lockjaw EP |

### Поява в композиціях інших виконавців
| Назва                                                               | Рік  | Альбом                    | Примітки |
| ------------------------------------------------------------------- | ---- | ------------------------- | -------- |
| «Mahal» (Ta-ku featuring Chet Faker)                                | 2011 | LATENYC                   |          |
| «Fear Like You» (Chet Faker and The Royal Swazi Spa)                | 2012 | The Key of Sea — Volume 2 |          |
| «Left Alone» (Flume featuring Chet Faker)                           | 2012 | Flume                     |          |
| «Moon Plain» (The Coober Pedy University Band featuring Chet Faker) | 2013 | Moon Plain                |          |
| «Fool of Me» (Say Lou Lou featuring Chet Faker)                     | 2013 | Julian                    |          |
| «Rock On» (Nkechi Anele and Chet Faker; David Essex cover)          | 2013 | неальбомний сингл         |          |
| «Try It Over» (Yujen)                                               | 2013 | No Aware                  | Вокал    |
| «On You» (Chet Faker and GoldLink)                                  | 2014 | неальбомний синг          |          |
| «No Reason» (Bonobo and Nick Murphy)                                | 2017 | Migration                 |          |

#### Інші появи
| Назва             | Рік  | Виконавець | Альбом             |
| ----------------- | ---- | ---------- | ------------------ |
| «Don't Regret Me» | 2012 | Rainy Milo | Limey              |
| «Deal Me Briefly» | 2013 | Rainy Milo | This Thing of Ours |

#### Ремікси
| Назва             | Рік  | Виконавець        |
| ----------------- | ---- | ----------------- |
| «So Sorry»        | 2011 | Geoffrey O'Connor |
| «North»           | 2011 | Phoenix           |
| «Nude»            | 2011 | Radiohead         |
| «Trembling Hands» | 2012 | The Temper Trap   |
| «Dark Doo Wop»    | 2012 | MS MR             |
| «Pretty Girls»    | 2015 | Little Dragon     |

## Музичні відеокліпи

### Як провідний виконавець
| Назва                                             | Рік  | Режисер             |
| ------------------------------------------------- | ---- | ------------------- |
| «Terms and Conditions»                            | 2011 | Isabella Giovinazzo |
| «I'm Into You»                                    | 2012 | Josh Mckie          |
| «Drop the Game» (Flume та Chet Faker)             | 2013 | Lorin Askill        |
| «Talk Is Cheap»                                   | 2014 | Toby and Pete       |
| «1998»                                            | 2014 | Domenico Bartolo    |
| «Gold»                                            | 2014 | Hiro Murai          |
| «The Trouble with Us» (Marcus Marr та Chet Faker) | 2015 | Kinopravda          |

#### В дуеті
| Назва                                     | Рік  | Режисер            |
| ----------------------------------------- | ---- | ------------------ |
| «Left Alone» (Flume featuring Chet Faker) | 2013 | Rhett Wade-Ferrell |

## Нагороди та номінації

### «A2IM Libera Awards»
| Рік  | Номіновано | Нагорода                        | Результат | R      |
| ---- | ---------- | ------------------------------- | --------- | ------ |
| 2015 | Chet Faker | Breakthrough Artist of the Year | Номінація | [ 59 ] |

### «AIR Awards»
| Рік  | Номіновано             | Нагорода                                  | Результат | R      |
| ---- | ---------------------- | ----------------------------------------- | --------- | ------ |
| 2012 | Chet Faker             | Best Independent Artist                   | Номінація | [ 60 ] |
| 2012 | Chet Faker             | Breakthrough Independent Artist           | Перемога  | [ 60 ] |
| 2012 | Thinking in Textures   | Best Independent Single/EP                | Перемога  | [ 60 ] |
| 2012 | Thinking in Textures   | Best Independent Dance/Electronica Album  | Номінація | [ 60 ] |
| 2012 | «Terms and Conditions» | Best Independent Dance/Electronica Single | Номінація | [ 60 ] |
| 2014 | Chet Faker             | Best Independent Artist                   | Номінація | [ 61 ] |
| 2014 | Built on Glass         | Best Independent Album                    | Номінація | [ 61 ] |
| 2014 | Built on Glass         | Best Independent Dance/Electronica Album  | Номінація | [ 61 ] |
| 2015 | Chet Faker             | Best Independent Artist                   | Номінація | [ 62 ] |

### «APRA Awards (Australia)»
| Рік  | Номіновано                               | Нагорода                            | Результат | R      |
| ---- | ---------------------------------------- | ----------------------------------- | --------- | ------ |
| 2015 | Chet Faker                               | Breakthrough Songwriter of the Year | Номінація | [ 63 ] |
| 2015 | «Drop the Game» (with Flume)             | Dance Work of the Year              | Номінація | [ 64 ] |
| 2017 | «The Trouble With Us» (with Marcus Marr) | Dance Work of the Year              | Номінація | [ 65 ] |
| 2017 | «The Trouble With Us» (with Marcus Marr) | Most Played Australian Work         | Номінація | [ 65 ] |

### «ARIA Awards»
| Рік  | Номіновано                   | Нагорода                                         | Результат |
| ---- | ---------------------------- | ------------------------------------------------ | --------- |
| 2014 | Built on Glass               | Album of the Year                                | Номінація |
| 2014 | Built on Glass               | Best Male Artist                                 | Перемога  |
| 2014 | Built on Glass               | Breakthrough Artist — Release                    | Номінація |
| 2014 | Built on Glass               | Best Independent Release                         | Перемога  |
| 2014 | Built on Glass               | Engineer of the Year (Engineer: Eric J Dubowsky) | Перемога  |
| 2014 | Built on Glass               | Producer of the Year (Producer: Nicholas Murphy) | Перемога  |
| 2014 | Built on Glass               | Best Cover Art (Art Director: Tin and Ed)        | Перемога  |
| 2014 | «Talk Is Cheap»              | Best Video (Video Director: Toby and Pete)       | Номінація |
| 2014 | «Drop the Game» (with Flume) | Best Dance Release                               | Номінація |

### «MTV Video Music Awards»
| Рік  | Номіновано | Нагорода                                           | Результат | R      |
| ---- | ---------- | -------------------------------------------------- | --------- | ------ |
| 2015 | «Gold»     | Best Choreography (Choreographer: Ryan Heffington) | Номінація | [ 66 ] |

### «Rolling Stone Australia Awards»
| Рік  | Номіновано           | Нагорода                 | Результат | R      |
| ---- | -------------------- | ------------------------ | --------- | ------ |
| 2012 | Thinking in Textures | Best Independent Release | Перемога  | [ 67 ] |